# Генрих Ангулемский
Генрих Ангулемский (также «шевалье д`Ангулем», «бастард Ангулемский»; Henri de Valois-Angoulême; 1551, Ахен — 2 июня 1586, Экс-ан-Прованс) — внебрачный сын короля Франции Генриха II Валуа и Джейн Стюарт, внебрачной дочери шотландского монарха Якова IV.

## Биография
Мать Генриха, Джейн Стюарт (1502—1562), была замужем за лордом Флемингом и состояла гувернанткой при юной королеве Шотландии Марии Стюарт. В 1548 году она с дочерью (одной из «четырёх Марий») сопровождала маленькую королеву ко двору французского короля.
Будучи красивой женщиной, во Франции леди Флеминг обратила на себя внимание Генриха II, весной 1551 года родила от него сына и назвала его Генрихом в честь отца. После изгнания матери от двора и её отъезда в Шотландию, Генрих остался во Франции и воспитывался вместе с королевскими детьми. С 1562 занимал синекуру аббата Ла Шайс-Дьё Клермонской епархии. В 1573 году стал Великим приором Франции и аббатом монастыря Сан-Пьер-де-Клайрак.
Король Карл IX поручил ему устранить герцога Гиза за его связь с сестрой короля Маргаритой, но покушение не удалось, поскольку Гиз был вовремя предупреждён. Впоследствии Генрих Ангулемский вместе со своей несостоявшейся жертвой участвовал в убийстве адмирала Колиньи.
Впоследствии граф принимал участие в осаде Ла-Рошели под командованием герцога Анжуйского (будущего короля Генриха III). При правлении Генриха III его сводный брат занял должность губернатора Прованса и участвовал в Менербской кампании.
2 июня 1586 года Генрих вместе со свитой напал в таверне города Экс-ан-Прованс на капитана королевских галер Филиппа Альтовити, которого условно победил. Падая, Альтовити успел смертельно ранить графа кинжалом, Генрих умер несколько часов спустя.